# Lotay Tshering
Lotay Tshering (n. 10 mai 1969, Thimphu, Bhutan) este un politician și doctor bhutanian, și este actualul prim-ministru al Bhutanului, în funcție din 7 noiembrie 2018. De asemenea, este președinte al partidului Druk Nyamrup Tshogpa din 14 mai 2018.